# Gendernauts
Gendernauts: A Journey Through Shifting Identities (Gendernauts en Latinoamérica) es una película estadounidense de 1999 dirigida por Monika Treut. La película examina la vida de varias personas transgénero en San Francisco, abordando sus experiencias personales y su relación con la identidad de género fuera de los roles tradicionales.

## Fechas de lanzamiento
La película se proyectó por primera vez en el Festival Internacional de Cine de Berlín en febrero de 1999. La película se estrenó en Alemania el 10 de marzo de 1999. La fecha de estreno de la película en Estados Unidos fue el 4 de febrero de 2000. Para celebrar el 30º aniversario de los Premios Teddy, la película ha sido seleccionada para ser proyectada en el 66º Festival Internacional de Cine de Berlín en febrero de 2016.

## Sinopsis
Contada a través de la narración de Sandy Stone, quien actúa como una especie de guía turístico, la película documenta las vidas de un grupo de personas transgénero y una persona intersexual que viven en San Francisco, California. La narración proporcionada por Stone está intercalada con entrevistas que desarrollan e ilustran las ideas y temas que aborda en sus viñetas. La película se filma en locaciones de San Francisco, y las entrevistas a los sujetos tienen lugar en sus entornos y entornos naturales, incluidas sus casas, oficinas y las calles de San Francisco. La película explica, a través de las vidas de sus sujetos, los cambios y las decisiones sociales y prácticas que deben soportar para vivir sus vidas como mejor les parezca, al margen de los roles de género tradicionales. La idea de la neutralidad de género se promueve a lo largo de la película. El género no es una característica que deba utilizarse para definir a una persona. La película también muestra cómo los sujetos interactúan entre sí en la subcultura transgénero de San Francisco.

## Reparto
El documental presenta a artistas y activistas trans que comparten sus experiencias de vida y reflexiones sobre la identidad de género.
- Sandy Stone: Narradora del documental.
- Susan Stryker: Es una mujer trans, reconocida autora e historiadora, especializada en la historia transgénero.
- Texas Tomboy: Hombre trans y artista de video. Trabaja en Bay Area Video Coalition, un centro de producción audiovisual sin fines de lucro.
- Annie Sprinkle : Artista sexual bisexual, conocida por su activismo transfriendly. Participa en la película hablando de su documental Linda/Les and Annie, sobre su relación con su expareja intersexual.
- Max Wolf Valerio: Poeta y escritor trans. Comparte su experiencia de transición; ya había trabajado con Monika Treut en Female Misbehavior.
- Jordy Jones: Artista trans de género variable. Su obra sobre Brandon Teena fue exhibida en el Museo Solomon R. Guggenheim de la ciudad de Nueva York. Colabora frecuentemente con Stafford.
- Stafford: Hombre trans y fotógrafo. Exmilitar y exmodelo andrógino. Vive y trabaja en San Francisco junto a Jordy Jones.
- Tornado: Mujer bisexual y performer. Activa en la vida nocturna de San Francisco. Actúa como madre sustituta de Texas y fue pareja de Stafford.
- Hida Viloria: Escritora y activista intersexual. Se identifica con una expresión de género fluida, hoy asociada a lo genderqueer, aunque en su época no era un término común.

## Premios
Gendernauts ha sido reconocido internacionalmente con los siguientes premios:
- 1999: Premio del Público en el Festival Internacional de Cine de São Paulo
- 1999: Mejor Película Documental en el Festival Internacional de Cine Gay y Lésbico de Turín